# FNS의 날
FNS의 날(FNSの日)은 일본 후지TV에서 방송되고 있는 프로그램으로 1987년부터 시작되어 현재까지도 이어지고 있는 1년에 여름에 방송하는 총 27시간 생방송 프로그램이다. 특히 당시 2016년 방송에서 방송 개시 30주년을 맞았다.

## 방송 역사
후지 텔레비전·후지 네트워크(FNS)계열사(텔레비전 오이타를 제외)가 매년 1개의 메인 컨셉 테마를 내걸어 1987년부터 매년 여름에 총력을 기울이고 제작하는 장시간 특별 쇼 프로그램으로 생방송으로 진행된다. 2016년 방송에서 방송 개시 30주년을 맞았었다.

## 방송 시간
- 토요일 저녁 6시 30분 ~ 일요일 밤 9시 (27시간) 단, 시간마다 다를 수도 있다.

## 에피소드
2013년 2월 7일 MBC 문화방송에 무릎팍 도사에 출연한 쿠사나기 쓰요시가 당시 2012년에 출연해서 저녁 6시부터 다음날 밤 9시까지 27시간 동안 100km 마라톤을 했었다고 한다. 쿠사나기는 50km까지는 견딜만 했다고 말했는데 그 이후로는 체력이 떨어지고 다리도 아프다고 말했다고 한다. 그러다가 결승선 골인 직전에 당시 SMAP 멤버들의 배웅과 응원에 힘입어 마침내 100km 완주에 성공을 했다고 말했다.